# Evangelische Kirche (Eckarts)

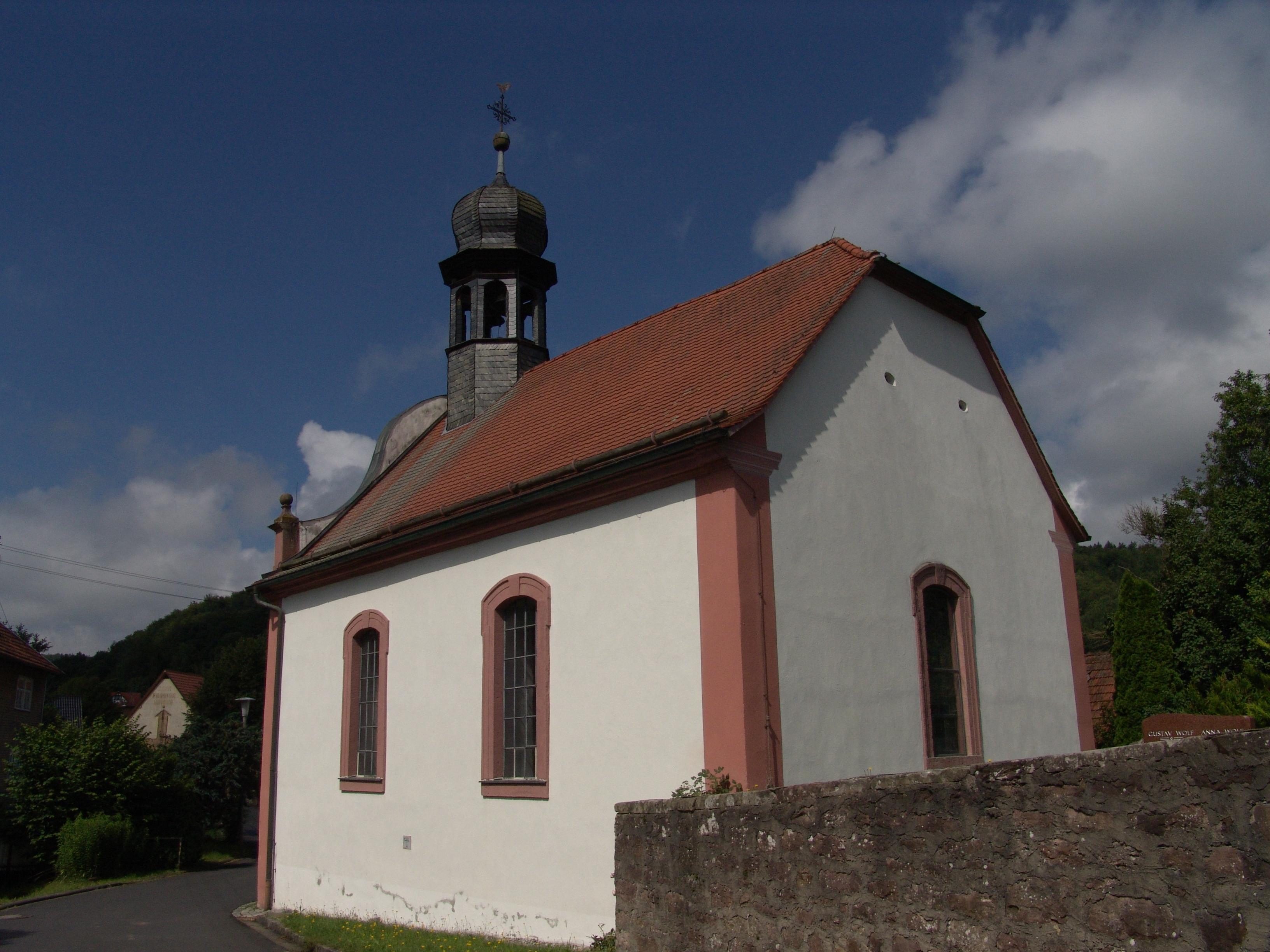
Die Kirche in Eckarts

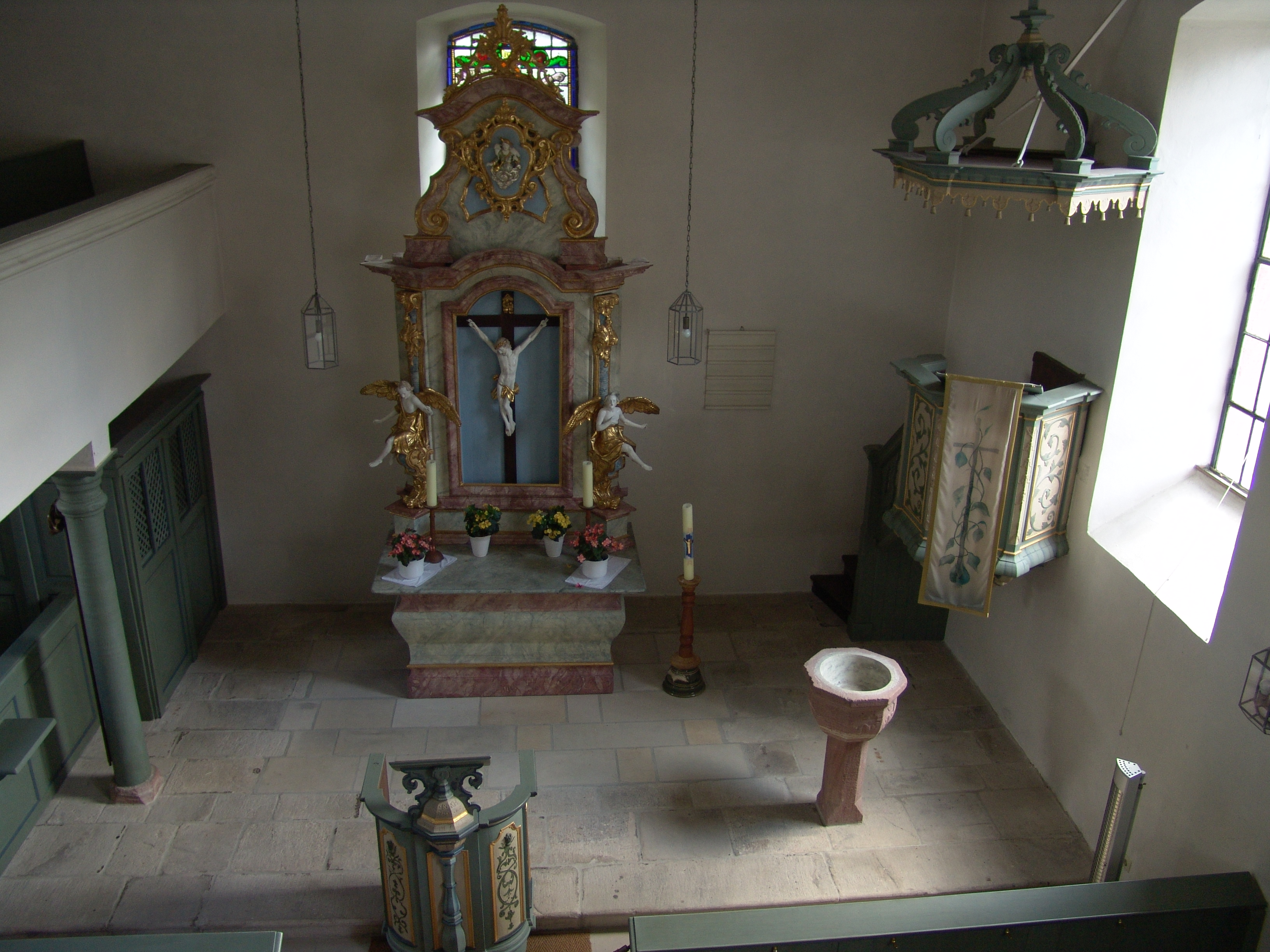
Innenraum der Kirche

Die evangelisch-lutherische Kirche in Eckarts ist eine Dorfkirche. Eckarts ist ein Ortsteil von Zeitlofs im unterfränkischen Landkreis Bad Kissingen. Die Kirchengemeinde ist Teil der Pfarrei Bad Brückenau im Dekanat Lohr am Main. Die Kirche gehört zu den Baudenkmälern von Zeitlofs und ist zusammen mit der Kirchhofmauer unter der Nummer D-6-72-166-6 in der Bayerischen Denkmalliste registriert.

## Geschichte und Beschreibung
In Eckarts, ehemals Filiale der Urpfarrei Oberleichtersbach, wurde wohl zusammen mit den übrigen Ortschaften der Thüngenschen Cent die Reformation eingeführt. Die Kirche, ein einfacher Bau mit zwei Fensterachsen, wurde im Jahr 1754 erbaut. Über der Westfassade mit geschwungenem Giebel befindet sich ein Dachreiter mit welscher Haube. 

## Ausstattung
Die Ausstattung stammt vermutlich aus der Bauzeit. Am Altar sieht man ein Kruzifix zwischen zwei Engeln. Vor dem Altar ist ein Ambo aus Holz aufgestellt. Die Kanzel, ebenfalls aus Holz, ist an der Südwand angebracht. Daneben steht der Taufstein. Die Empore nimmt die westliche und die nördliche Wand ein. An der westlichen Wand befindet sich die Orgel.